# Polyacme brunneata
Polyacme brunneata là một loài bướm đêm trong họ Geometridae.